# Tresserve
Tresserve este o comună în departamentul Savoie din sud-estul Franței. În 2009 avea o populație de 3.112 de locuitori.

## Evoluția populației
| An        | 1975  | 1982  | 1990  | 1999  | 2006  | 2009  |
| --------- | ----- | ----- | ----- | ----- | ----- | ----- |
| Populație | 1.457 | 1.781 | 2.806 | 2.987 | 3.141 | 3.112 |